# Ołena Zełenśka

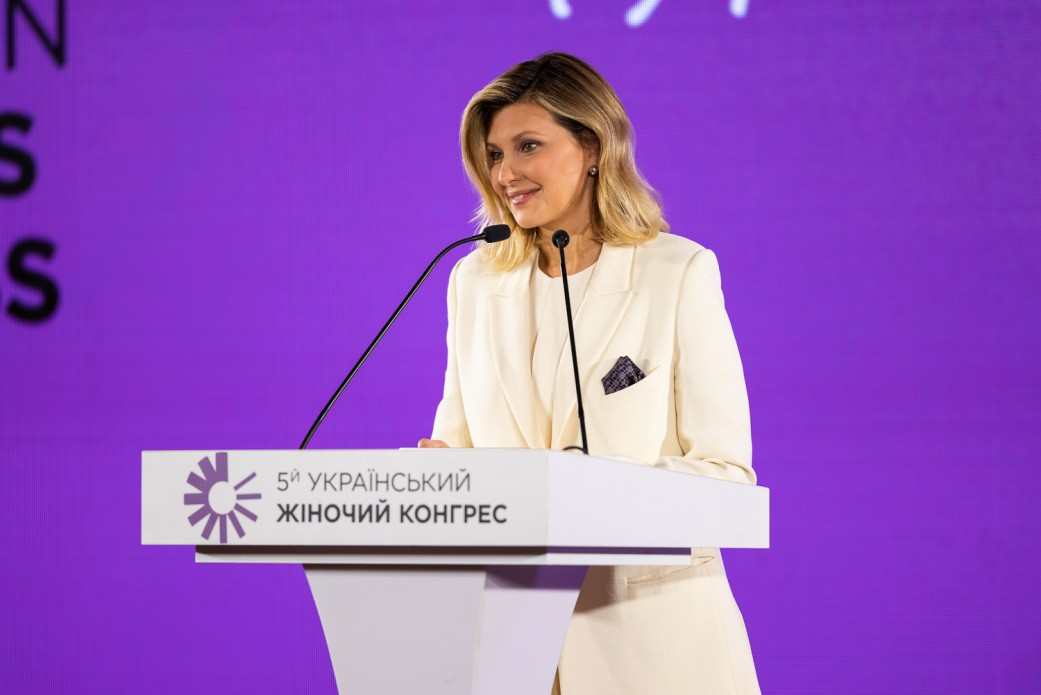
Ołena Zełenśka na V Ukraińskim Kongresie Kobiet (2021)

Ołena Wołodymyriwna Zełenśka z domu Kyjaszko, ukr. Олена Володимирівна Зеленська (ur. 6 lutego 1978 w Krzywym Rogu ) – ukraińska pisarka, z wykształcenia architekt, od 2019 pierwsza dama Ukrainy, małżonka prezydenta Ukrainy Wołodymyra Zełenskiego.

## Życiorys
W młodości uczęszczała do szkoły z przyszłym prezydentem Ukrainy i mężem Wołodymyrem Zełenskim, ale wtedy nie nawiązali znajomości . Studiowała na Krzyworoskim Uniwersytecie Technicznym, gdzie poznała przyszłego męża Wołodymyra Zełenskiego, który studiował w Krzyworoskim Instytucie Ekonomicznym.
Z wykształcenia jest architektem, ale w zawodzie nie pracowała, ponieważ podjęła się pisania scenariuszy dla kabaretu Studio „Kwartał 95”, w którym występował jej przyszły mąż .
31 grudnia 2018 Wołodymyr Zełenski oficjalnie zapowiedział swój start w wyborach prezydenckich zaplanowanych na marzec 2019. Pomimo początkowego sprzeciwu Ołena zawiesiła prace i brała czynny udział w kampanii wyborczej. 21 kwietnia 2019 mąż Ołeny otrzymał 73,2% głosów i tym samym wygrał wybory. 20 maja 2019 objęła urząd pierwszej damy Ukrainy.

### Pierwsza dama
Urząd pierwszej damy objęła w maju 2019 roku. W tym samym roku pojawiła się na okładce grudniowego ukraińskiego wydania Vogue. W rozmowie z magazynem opowiedziała o swojej pierwszej inicjatywie – reformie żywienia w ukraińskich szkołach. W wyniku reformy, w listopadzie 2020, wdrożony został system analizy zagrożeń i monitoringu w placówkach oświatowych bazujący na НАССР. Częścią zmian było również wprowadzenie nowych norm żywnościowych i opracowanie nowego menu szkolnego opracowanego przez znanego szefa kuchni Jewhena Kłopotenkę. Gabinet Ministrów Ukrainy zatwierdził nowe normy żywnościowe, które weszły w życie 1 września 2021.
10 grudnia 2019 podczas przemówienia na III Ukraińskim Kongresie Kobiet zainicjowała przystąpienie Ukrainy do Partnerstwa Biarritz, międzynarodowej inicjatywy G7 na rzecz równości płci. Ukraina oficjalnie przystąpiła do Partnerstwa we wrześniu 2020 po zatwierdzeniu decyzji przez rząd. Przemawiała również na IV i V Ukraińskim Kongresie Kobiet.
W maju 2020 pierwsza dama zainicjowała dyskusję na temat tworzenia społeczeństwa bez barier. Kampania oraz związania z nią sonda internetowa powstały we współpracy z Ministerstwem Transformacji Cyfrowej oraz Ministerstwem Polityki Społecznej Ukrainy. W grudniu 2020 ogłoszono powstanie katalogu usług dla tzw. słabszych grup w państwowym portalu „Akcja” (Дія). W nowym dziale „Akcja. Bez barier” (Дія. Без бар’єрів) mają być dodawane informacje o usługach dla osób napotykających na bariery tj. m.in. osób starszych, niepełnosprawnych, rodziców małych dzieci. Nowy dział ma skupiać się na usługach dostępnych online, jak i również ma katalogować usługi, które jeszcze nie są dostępne cyfrowo.
W czerwcu 2020 roku pierwsza dama zainicjowała projekt tworzenia przewodników audio w języku ukraińskim. Pod koniec 2020 roku było ich 9, do końca 2021 roku powstało ich ponad 30.
Po rozpoczęciu inwazji Rosji na Ukrainę w 2022 roku Ołena Zełenśka została określona jako cel numer dwa Rosji. Jak podają władze Ukrainy pierwsza dama pozostała na Ukrainie, ale ze względów bezpieczeństwa jej lokalizacja nie zostanie ujawniona.
9 marca 2022 napisała list otwarty, w którym wymieniła imiona dzieci zabitych podczas inwazji. „Kiedy Rosja mówi, że »nie prowadzi wojny z cywilami«, przywołuję imiona tych zamordowanych dzieci”. Podziękowała również społeczności międzynarodowej za wsparcie, ale zaapelowała o ustanowienie strefy zakazu lotów nad Ukrainą.

## Życie prywatne
Od 2003 zamężna z Wołodymyrem, od 2019 prezydentem Ukrainy. Ma z nim dwoje dzieci: córkę Ołeksandrę (ur. 2004) i syna Kyryłę (ur. 2013) .

## Odznaczenia i wyróżnienia

### Odznaczenia
- Krzyż Wielki Order Witolda Wielkiego – Litwa, 2024[20]
- Krzyż Wielki Orderu Białej Róży Finlandii – Finlandia, 2025[21]

### Nagrody i wyróżnienia
- 2019 – 30. miejsce w TOP 100 najbardziej wpływowych Ukraińców według magazynu „Focus”[22].
- 2021 – 20. miejsce w TOP 100 najbardziej wpływowych Ukraińców według magazynu „Focus”[16].
- 2022 - wyróżniona na liście 100 najbardziej inspirujących kobiet BBC Women 2022[23].
- 2022 - nagroda  Hillary Rodham Clinton Awards przyznawana przez  Georgetown Institute for Women, Peace and Security za działania na rzecz pokoju i bezpieczeństwa[24].